# Epitonium striatissimum
Epitonium striatissimum is een slakkensoort uit de familie van de Epitoniidae. De wetenschappelijke naam van de soort is voor het eerst geldig gepubliceerd in 1878 door Monterosato.